# Mundil Gyllaugsson
Mundil Gyllaugsson (n. 513) fue un caudillo vikingo, rey de Hålogaland (Håløigkonge). Aparece en diversas listas genealógicas de Haakon Jarl que se remontan hasta el patriarcado de Odín. Era hijo de Gyllaug Gudlaugsson y padre de Herse Mundilsson.